# Jagamba
Jagamba är ett periodiskt vattendrag i Burundi.   Det ligger i provinsen Cibitoke, i den nordvästra delen av landet, 80 kilometer norr om huvudstaden Bujumbura.
Omgivningarna runt Jagamba är en mosaik av jordbruksmark och naturlig växtlighet. Runt Jagamba är det ganska tätbefolkat, med 185 invånare per kvadratkilometer.